# Pfarrkirche St. Nikolaus (Altstätten)

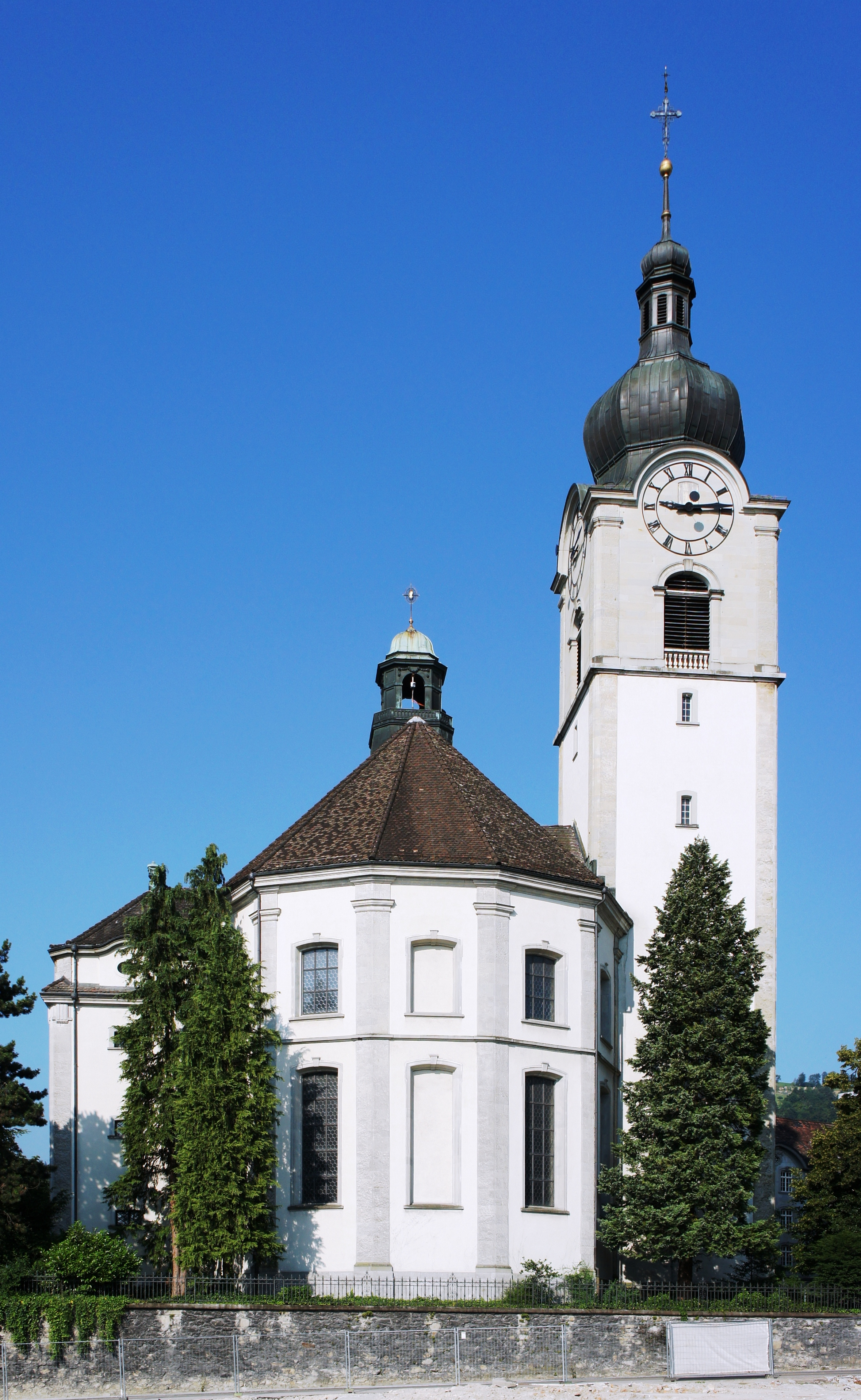
Altstätten, St. Nikolaus

Die Pfarrkirche St. Nikolaus ist ein Nikolaus von Myra geweihtes römisch-katholisches Kirchengebäude in Altstätten im Kanton St. Gallen der Schweiz. Sie befindet sich im historischen Stadtkern. Ein Gotteshaus an diesem Ort wurde bereits 1278 erwähnt.

## Kirchenbau

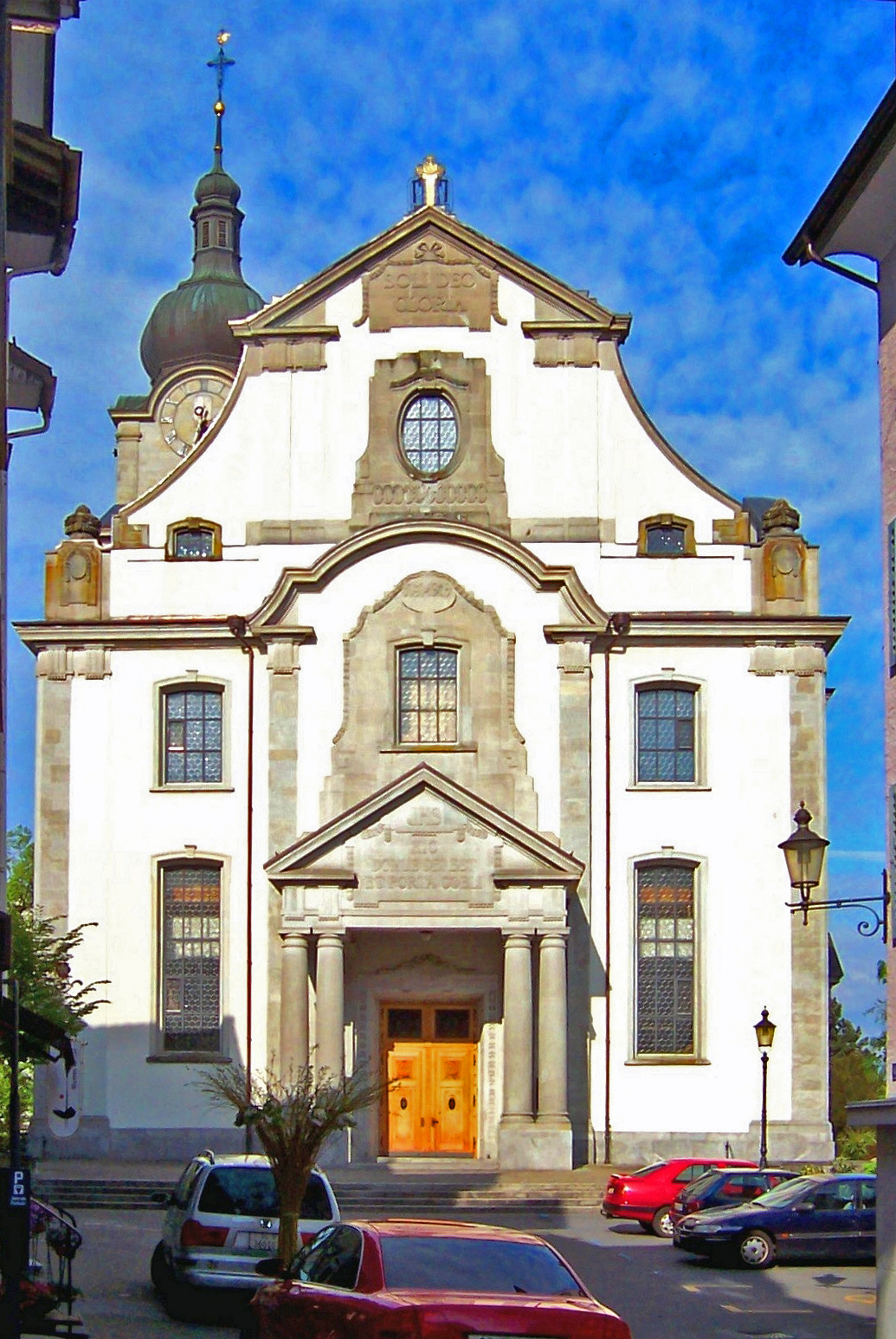
Westfassade der Kirche

Das heutige eintürmige Kirchgebäude wurde 1794–1798 von den Altstätter Architekten Johann Jakob Haltiner und Hans Ulrich Haltiner, Vater und Sohn, in klassizistischem Stil erbaut. Teilweise sind aber auch noch barocke Stilelemente zu sehen, zum Beispiel an der Westfassade. Auf den Bau eines zweiten Turms wurde wegen möglichen Fundamentierungsproblemen verzichtet. Der Innenraum ist voluminös, was durch den breiten, siebeneckigen Chor, eine wuchtige Doppelempore und die hohen Stichbogenfenstern auf zwei Geschossen betont wird. Die Stuckaturen stammen aus der originalen Bauperiode vom österreichischen Stuckateur Peter Anton Moosbrugger, die Stuckmarmor-Kanzel mit den Reliefs der vier Evangelisten ist ein Werk seines Sohnes, des Altarbauers Josef Simon Moosbrugger aus 1795. Die Statuen des heiligen Namenspatrons Nikolaus von Myra und des heiligen Gallus wurden später erworben. Das holzige Kruzifix am Chorbogen gehörte bereits zur früheren, 1794 abgebrochenen, Altstätter Kirche, es wird auf ca. 1500 datiert. Die neue Kirche wurde am 20. Juni 1804 durch Ernst Maria Ferdinand von Bissingen, Weihbischof im Bistum Konstanz, eingeweiht. Die Kirche, auch deren Bau, wurde von der katholischen und der evangelischen Kirchgemeinde zusammen getragen und bis 1904 paritätisch benützt.

## Altäre

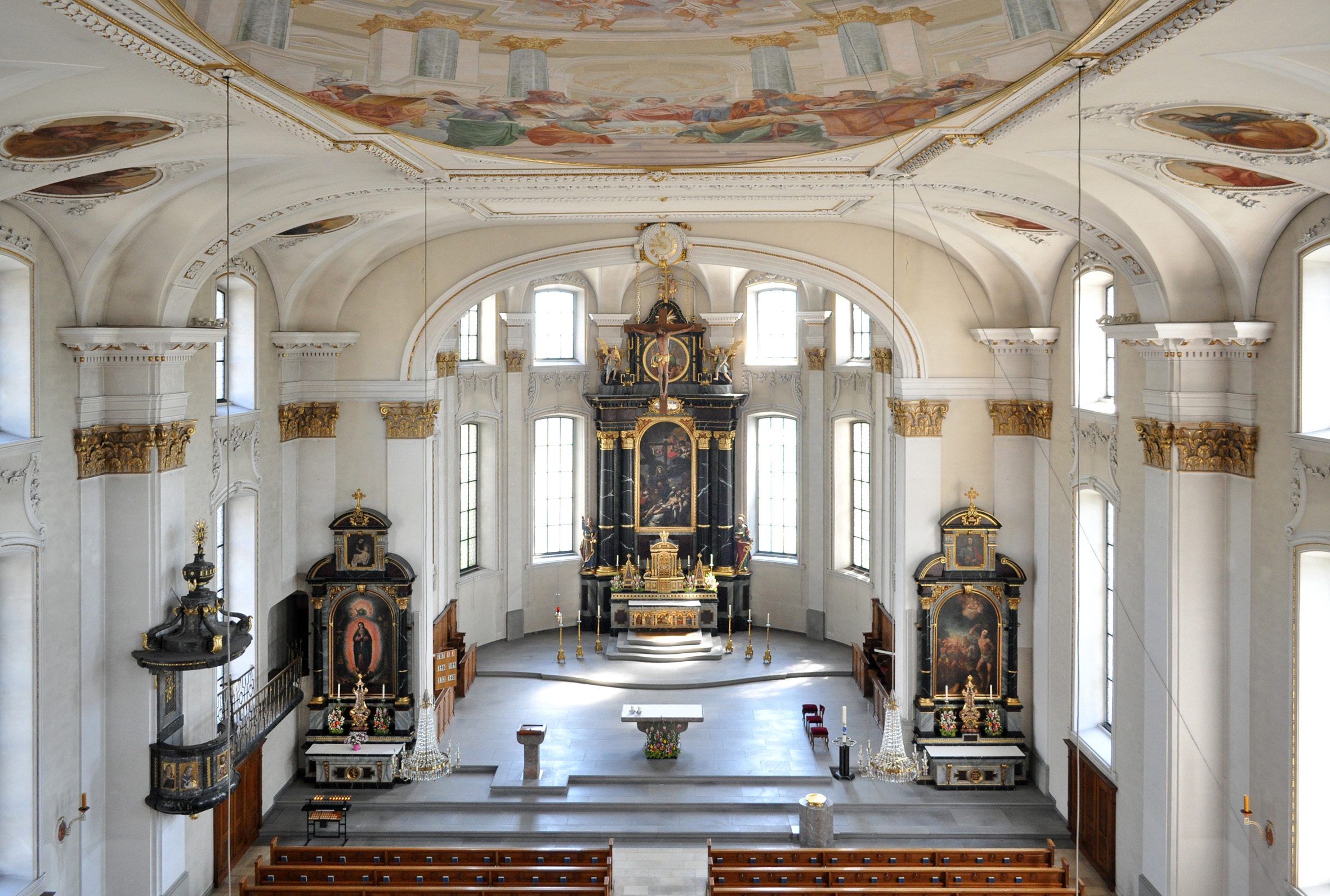
St. Nikolaus, Inneres

Den Hochaltar mit den Figuren der Apostel Petrus und Paulus schuf 1826 Jakob Anton Müller (1783–1829) aus Waldkirch, das Bild des Hochaltars mit der Beweinung Christi ist die Kopie einer frühbarocken oberitalienischen Gemälde (eventuell aus dem Atelier der Brüder Carracci in Bologna um 1620), welche früher zum Hochaltar der Kapuzinerkirche von Freiburg im Üechtland gehörte. Die gleich grosse, originaltreue Kopie stammt wohl aus dem 18. Jahrhundert. Die Seitenaltäre wurden 1884 ebenfalls durch die Altarbauwerkstatt Müller gestaltet. Die linke (nördliche) Altargemälde stellt die Unbefleckte Muttergottes dar, Werk eines spanischen Künstlers (um 1600). Die Signatur kam bei einer Restaurierung zum Vorschein, leider nur fragmentarisch („J...frn co c...f“ – eventuell lesbar als „Juan Francisco C... fecit“). Am oberen Teil des linken Altars, an der Gemälde eines unbekannten spanischen Künstlers (wohl 17. Jahrhundert), ist der heilige Josef von Nazaret mit dem Jesuskind zu sehen. Das Bild des rechten (südlichen) Seitenaltars mit dem Martyrium des Heiligen Sebastian wurde 1797 vom österreichischen Maler Josef Schmutzer dem Jüngeren gestaltet.

## Renovierungen
Eine Innenrenovation fand bereits 1884 statt, die von den Architekten August Hardegger und Theodor Gohl konzipiert wurde. Die Aussenrenovation von 1909/10 und die erneute Innenrenovation von 1920/21 wurden gemäss Intentionen vom damaligen Schweizer „Kunstpapst“ P. Albert Kuhn aus Einsiedeln und nach den Plänen des St. Galler Architekten Adolf Gaudy durchgeführt. Gaudy brachte eine Stilsynthese an die Kirchenfassade: Neben der Betonung des klassizistischen Originalstils (Tympanone) verwendete er auch rundförmige neobarocke Stilelemente. Aus 1920 stammen die heutigen Chorgewölbefresken und die zentrale Deckengemälde des Schweizer Kirchenmalers Josef Christian Heimgartner. Am grossen Deckelfresko wird der zwölfjährige lehrende Jesus im Tempel dargestellt. Der Künstler malte unter den Zuhörern Jesu auch sich selbst (vor den Füssen von Jesus) und einen altstätter Bankier, wohl Spender der damaligen Kirchenrenovierung. An den Chorwandbilder sind die Taufe Jesu bzw. Auferstehung Christi zu sehen. Die Gesamtrestaurierung von 1970–1976 wurde vom St. Galler Architekturbüro Canisius Burkard gestaltet.

## Kirchenmusik

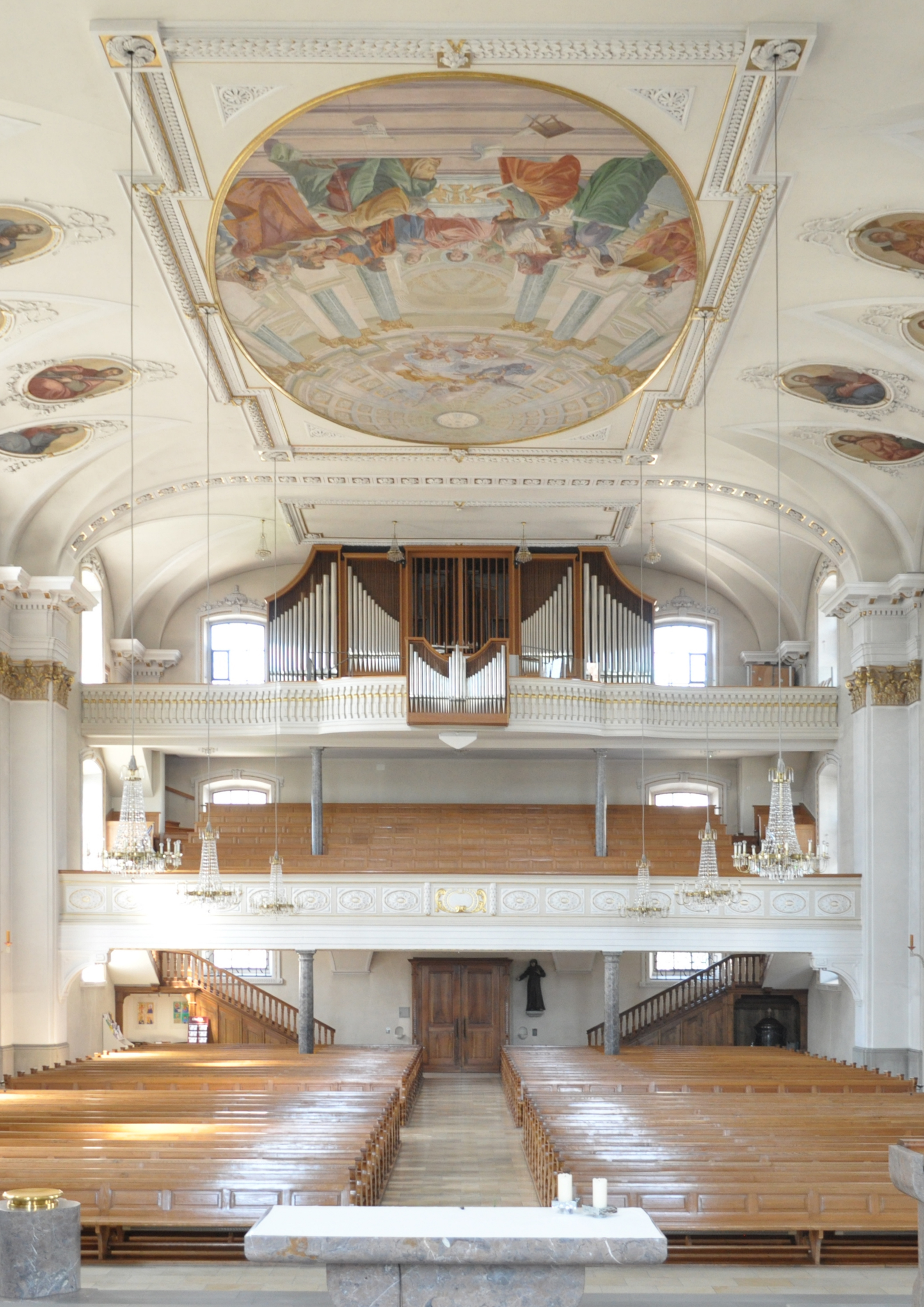
Blick zur Orgel

St. Nikolaus Altstätten blickt auf eine reiche kirchenmusikalische Tradition zurück. Renommierte Kirchenmusiker wie der Komponist, Chordirektor und Organist Karl Peissner, haben die Musik an der Pfarrkirche geprägt. Bis heute ist eine vielseitige Kirchenmusik ein großes Anliegen der Pfarrei. Die Hochämter an den großen Feiertagen werden vom Chor St. Nikolaus, Gesangssolisten und dem Orchester St. Nikolaus musikalisch gestaltet. Neben Messvertonungen von Joseph und Michael Haydn, Johann Ernst Eberlin, Mozart, Schubert, Gabriel Fauré, Josef Gabriel Rheinberger und anderen zählen Werke alter Meister wie Heinrich Schütz ebenso zum Repertoire wie liturgische Musik der Gegenwart und weltliche Chorliteratur. Die musikalische Förderung von Kindern und die Ausbildung von Kantoren hat einen hohen Stellenwert. Eine 2012 gegründete Choralschola widmet sich insbesondere dem Gregorianischen Gesang und gestaltet Choralämter in der Pfarrkirche. Jährlich findet die Chorakademie St. Nikolaus statt, die interessierte Sängerinnen und Sänger aus der Region Altstätten und dem benachbarten Vorarlberg zu gemeinsamen Chorprojekten vereint. Regelmäßig finden Konzerte der verschiedenen Ensembles statt.
Orgel

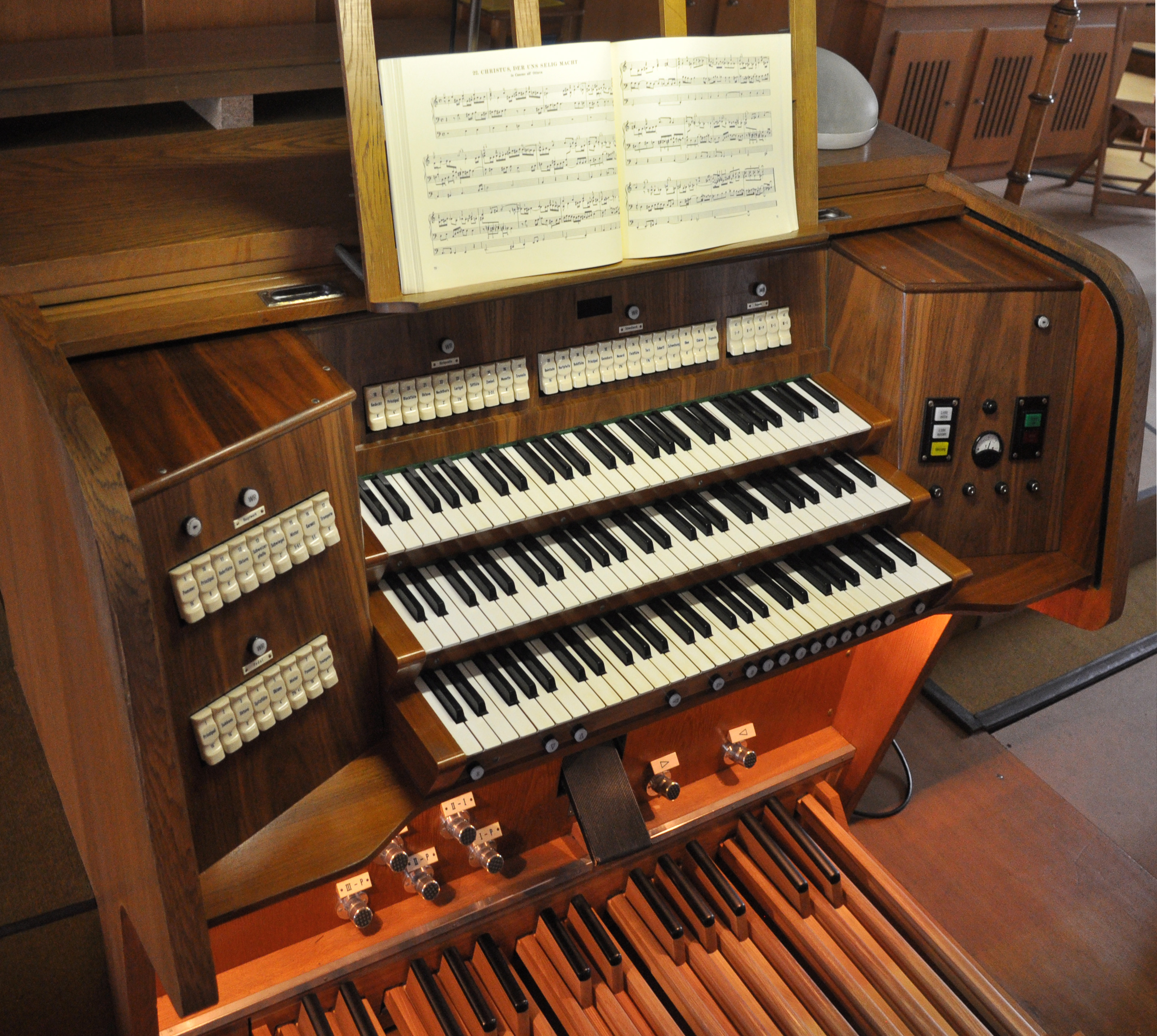
Spieltisch der Walcker-Orgel (1967)

Die Orgel wurde 1967 von der Orgelbaufirma Walcker gebaut. Sie hat 40 Register auf drei Manualen und Pedal. Überarbeitet wurde sie 1977 und 1990 von der Werkstatt Orgelbau Kuhn aus Männedorf.

## Glocken
Die heutigen sechs Glocken der Kirche wurden 1791, 1797, 1822, 1846 und 1972 gegossen. Von den 5 Glocken, die 1797 vom Churer Zunftmeister Jakob Mathis Rageth gegossen wurden, sind zwei grosse, klangvolle, mit Rocaillen reich geschmückte Glocken erhalten geblieben, die als Raritäten gelten.
| Nr. | Schlagton | Gewicht ca. | Gussjahr | Giesser                          |
| --- | --------- | ----------- | -------- | -------------------------------- |
| 1   | gis°      | 3700 kg     | 1797     | Mathis Rageth, Chur              |
| 2   | h°        | 2450 kg     | 1846     | Josef Anton Grassmayr, Feldkirch |
| 3   | dis'      | 1100 kg     | 1797     | Mathis Rageth, Chur              |
| 4   | fis'      | 0800 kg     | 1822     | Jakob Grassmayr, Feldkirch       |
| 5   | gis'      | 0400 kg     | 1972     | Eijsbouts, Asten/NL              |
| 6   | e"        | 0120 kg     | 1791     | Franz Leopold Neumeyer, Lindau   |

## Bilder

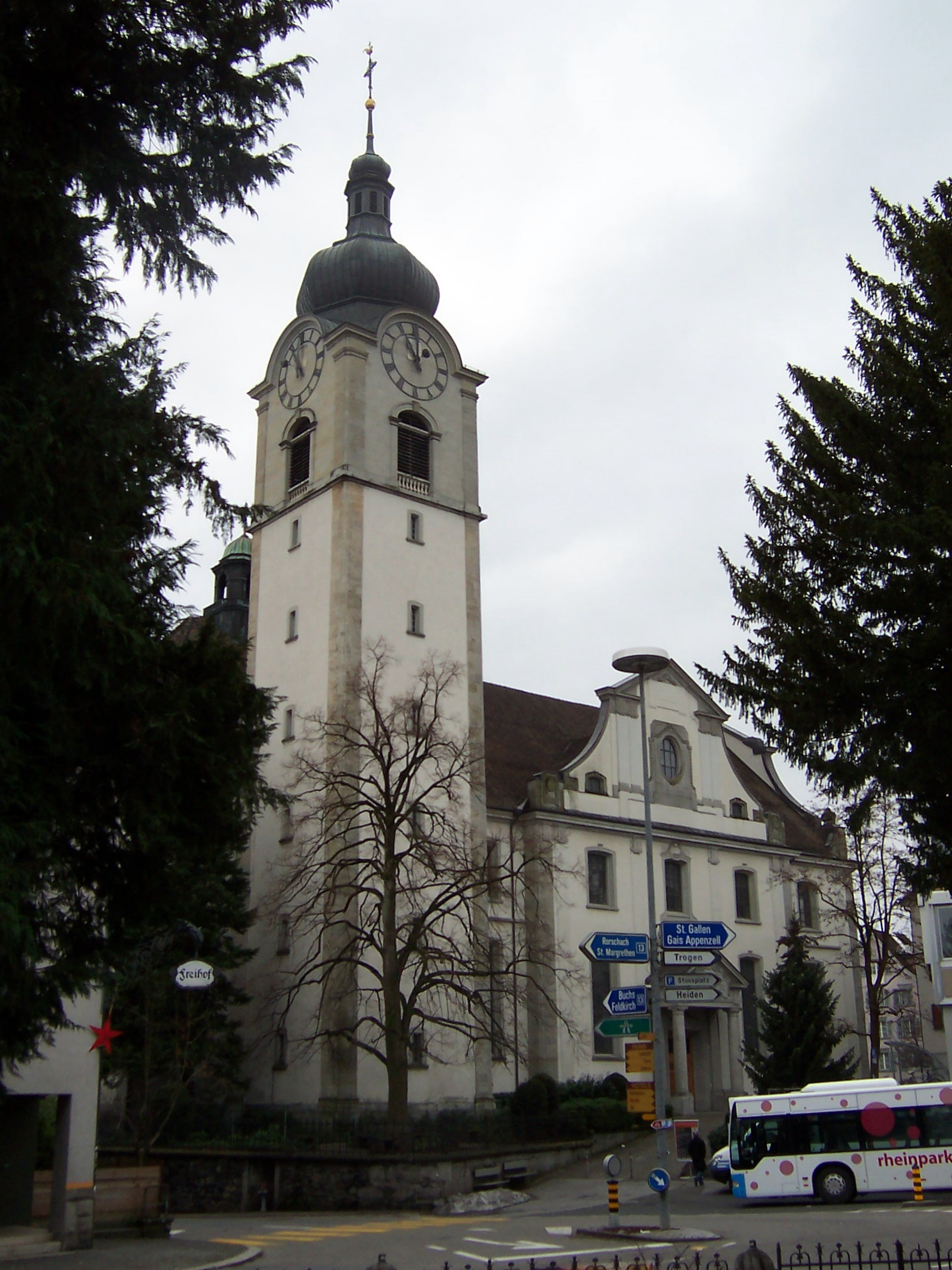
Südost-Ansicht
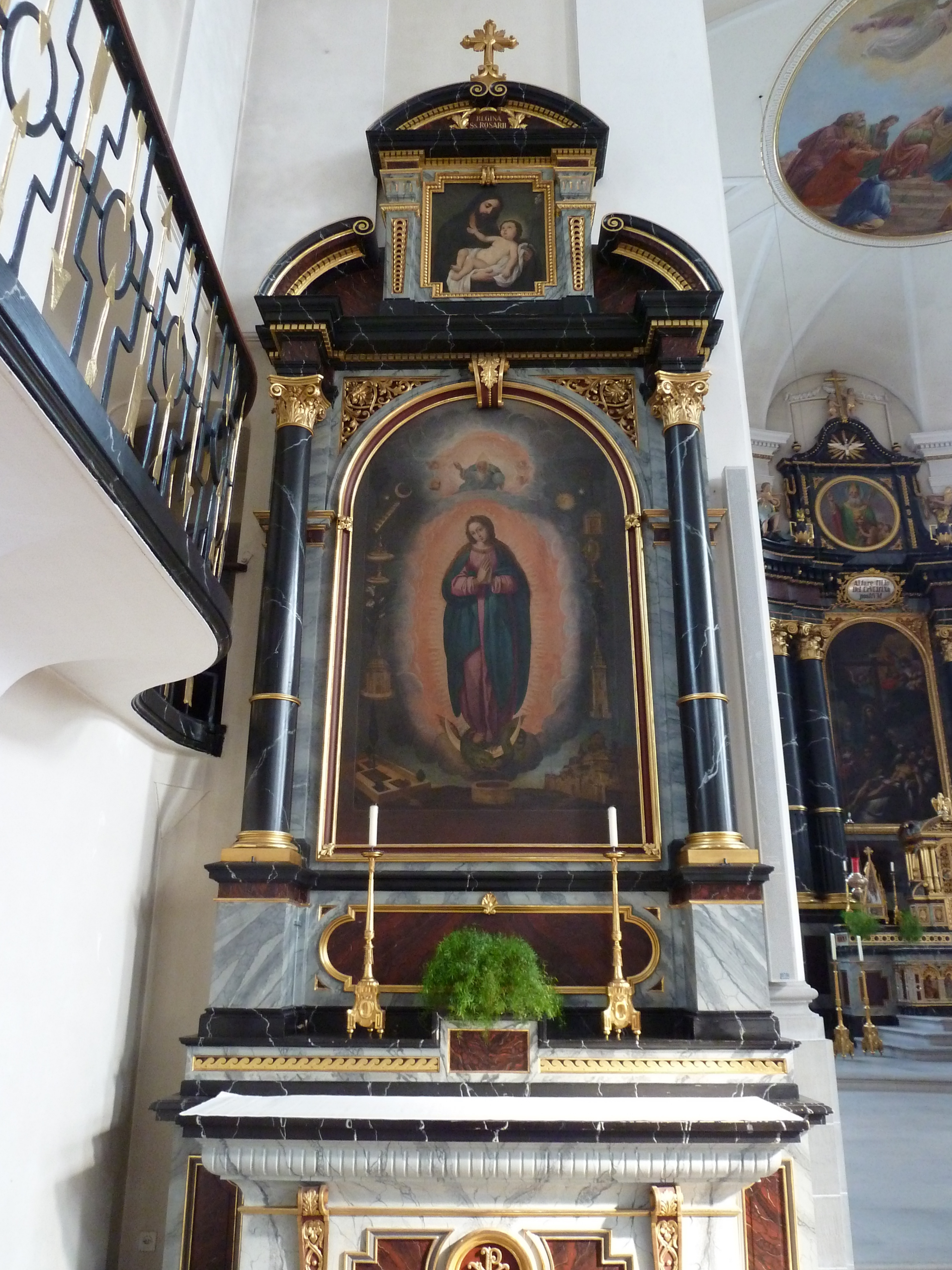
Seitenaltar links mit Maria
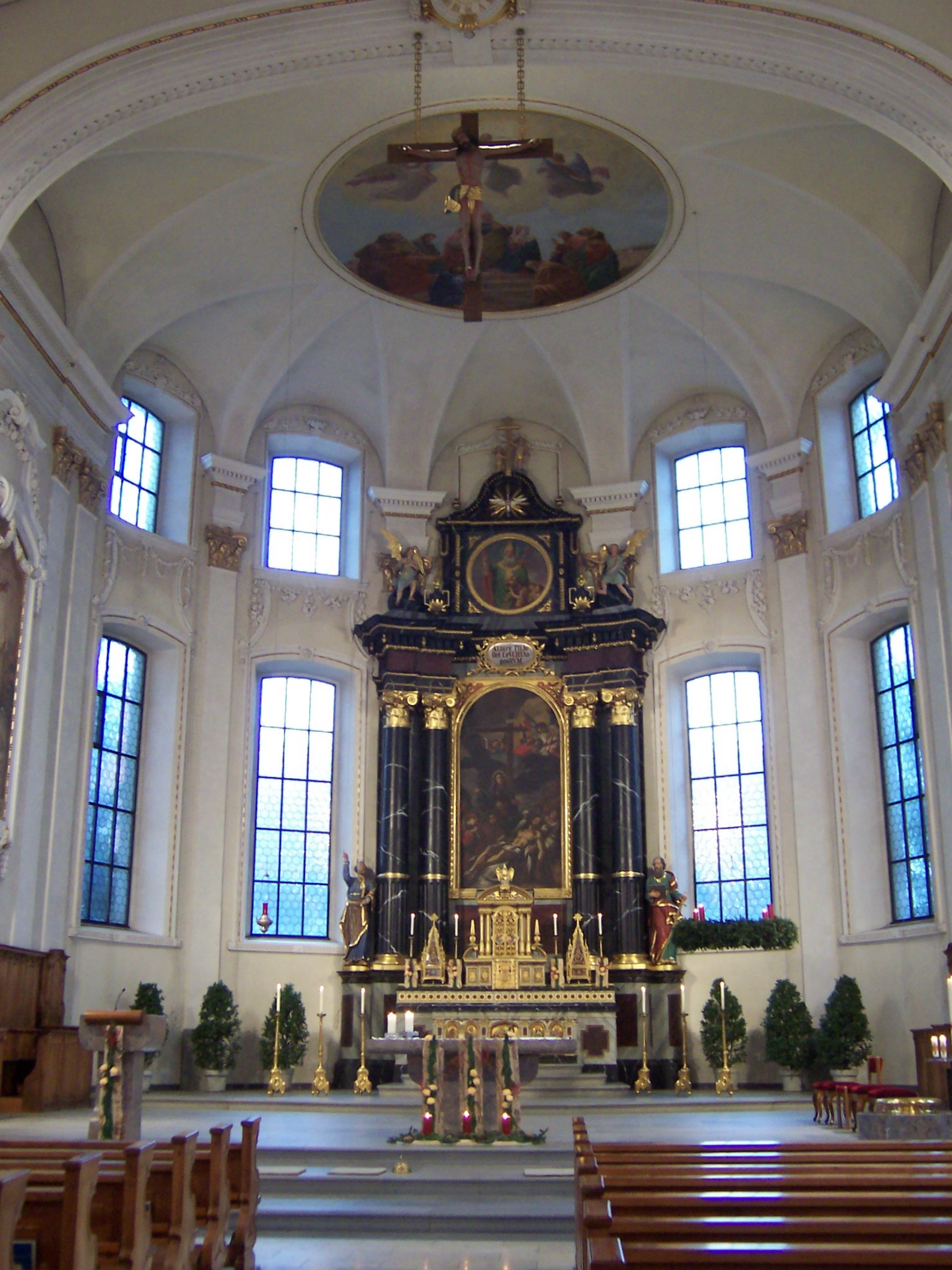
Hochaltar mit Beweinung Christi
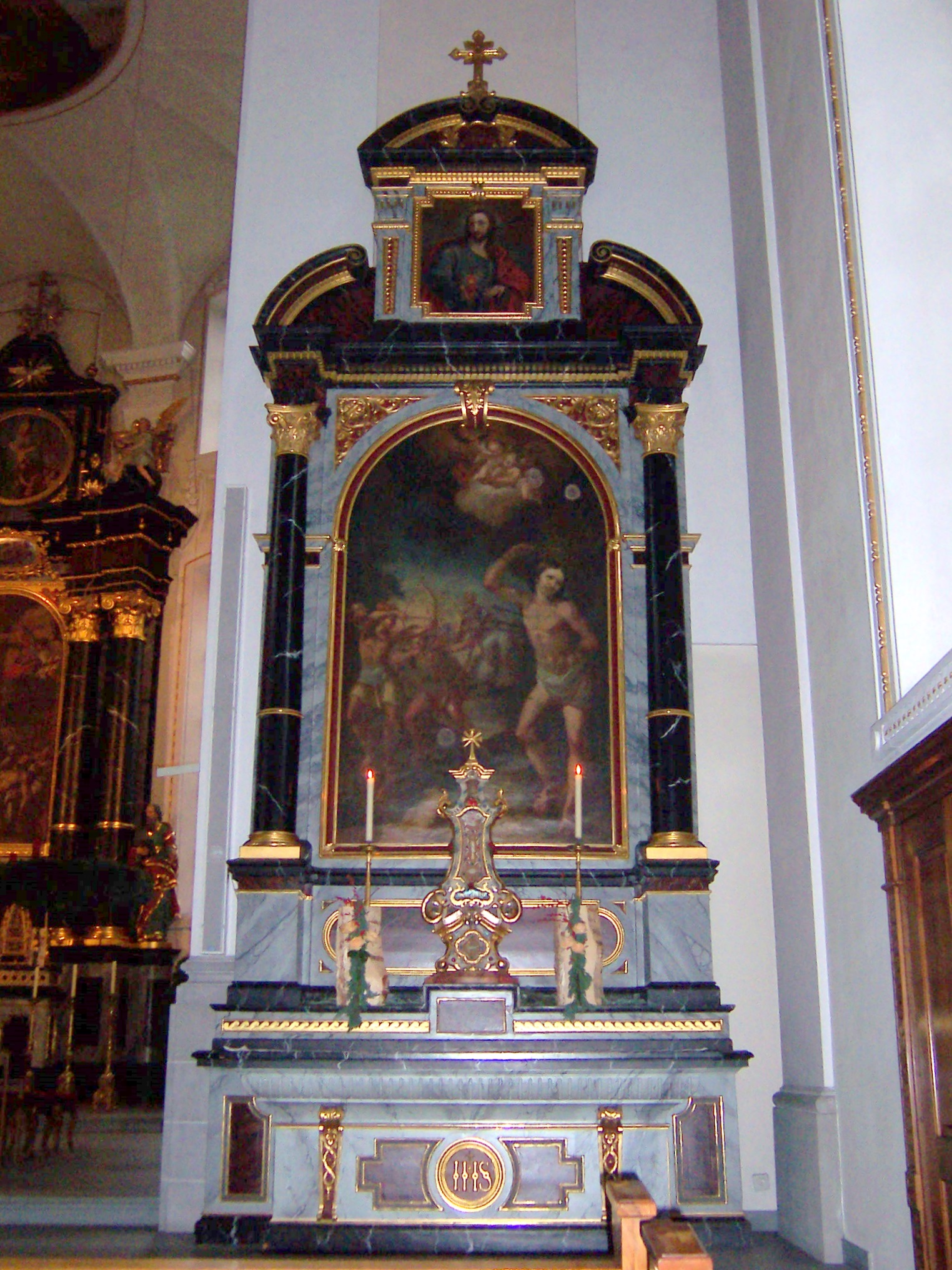
Seitenaltar rechts mit Hl. Sebastian
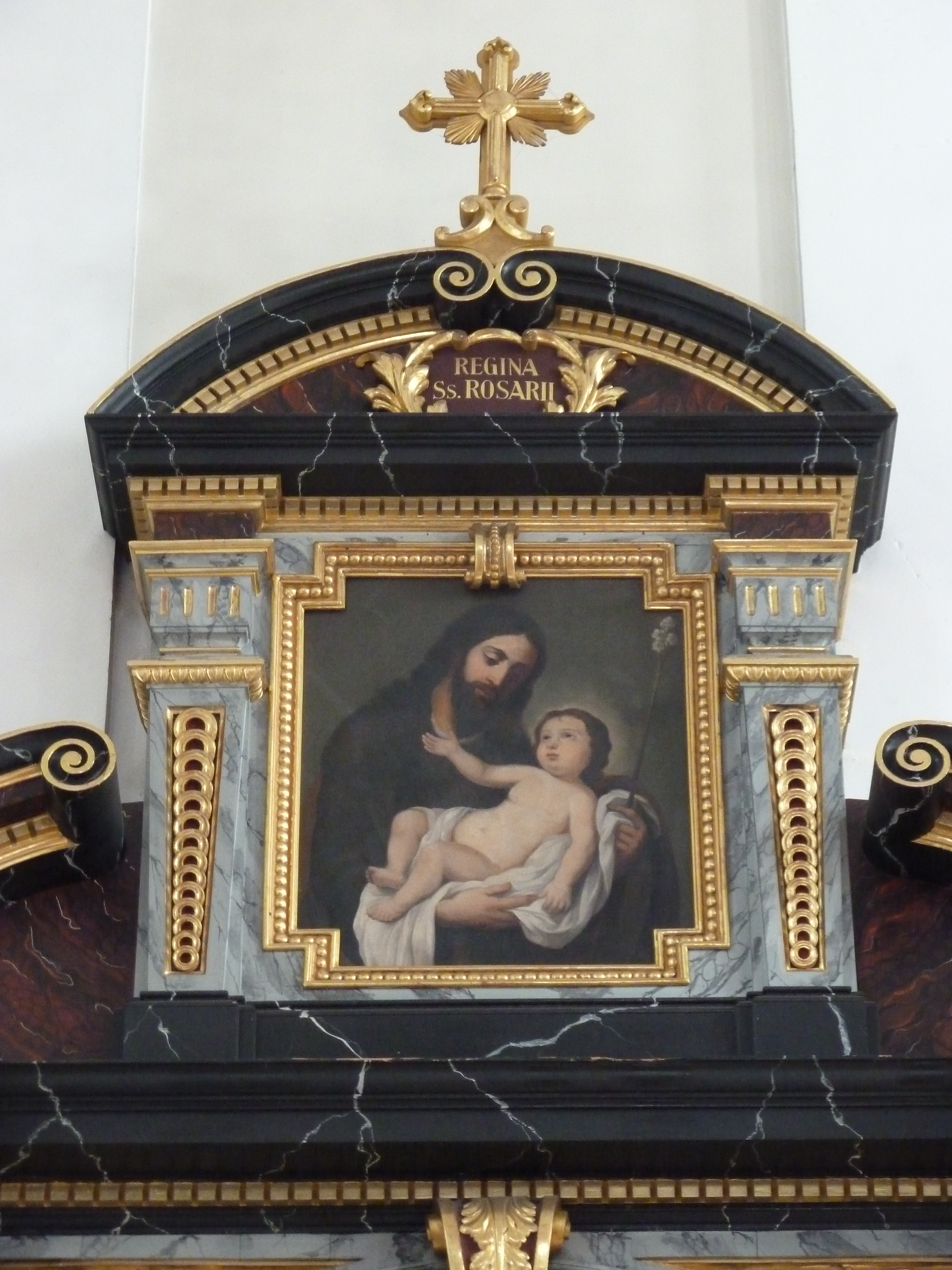
Hl. Josef mit Jesuskind
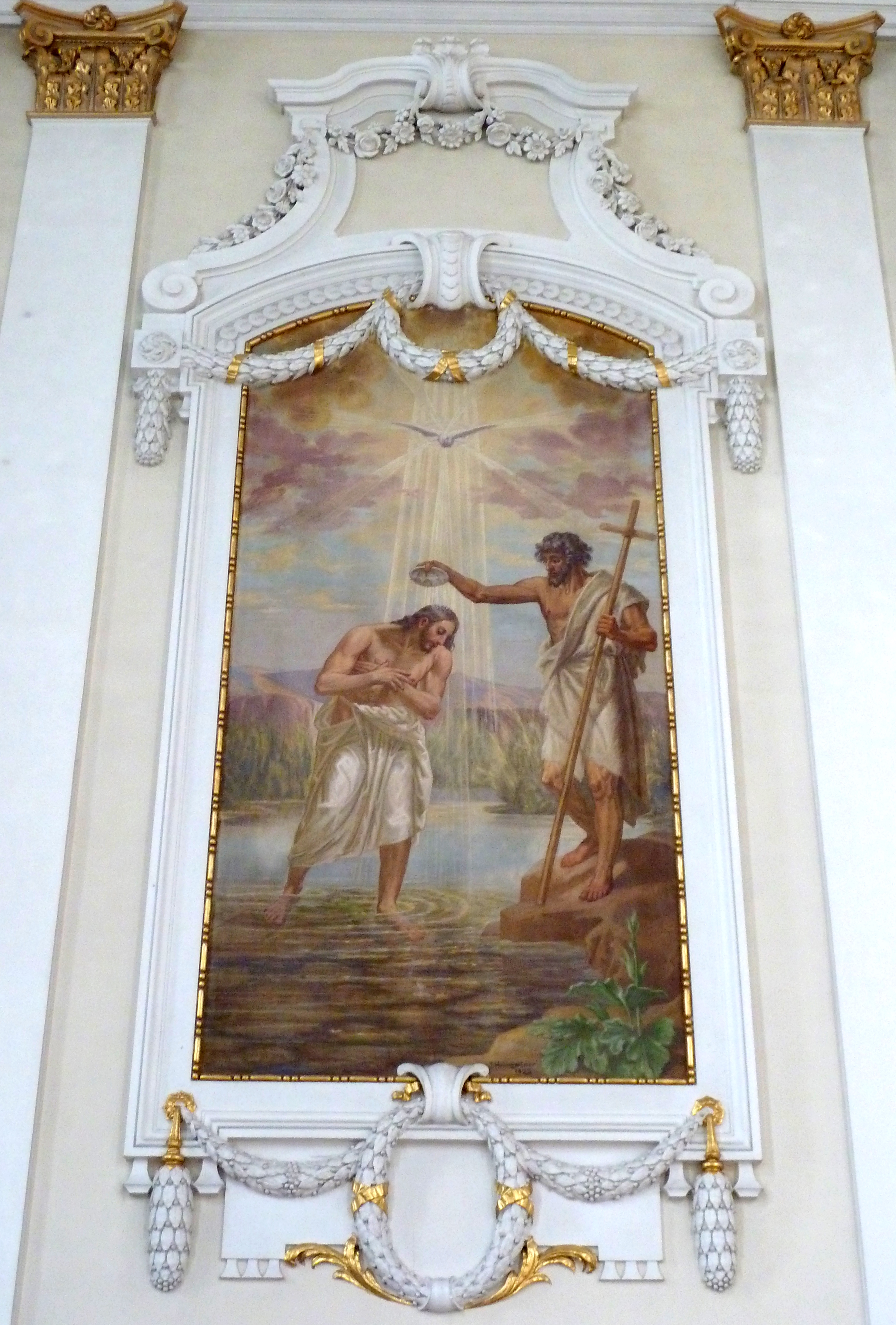
Taufe Jesu, Chorgewölbefresko
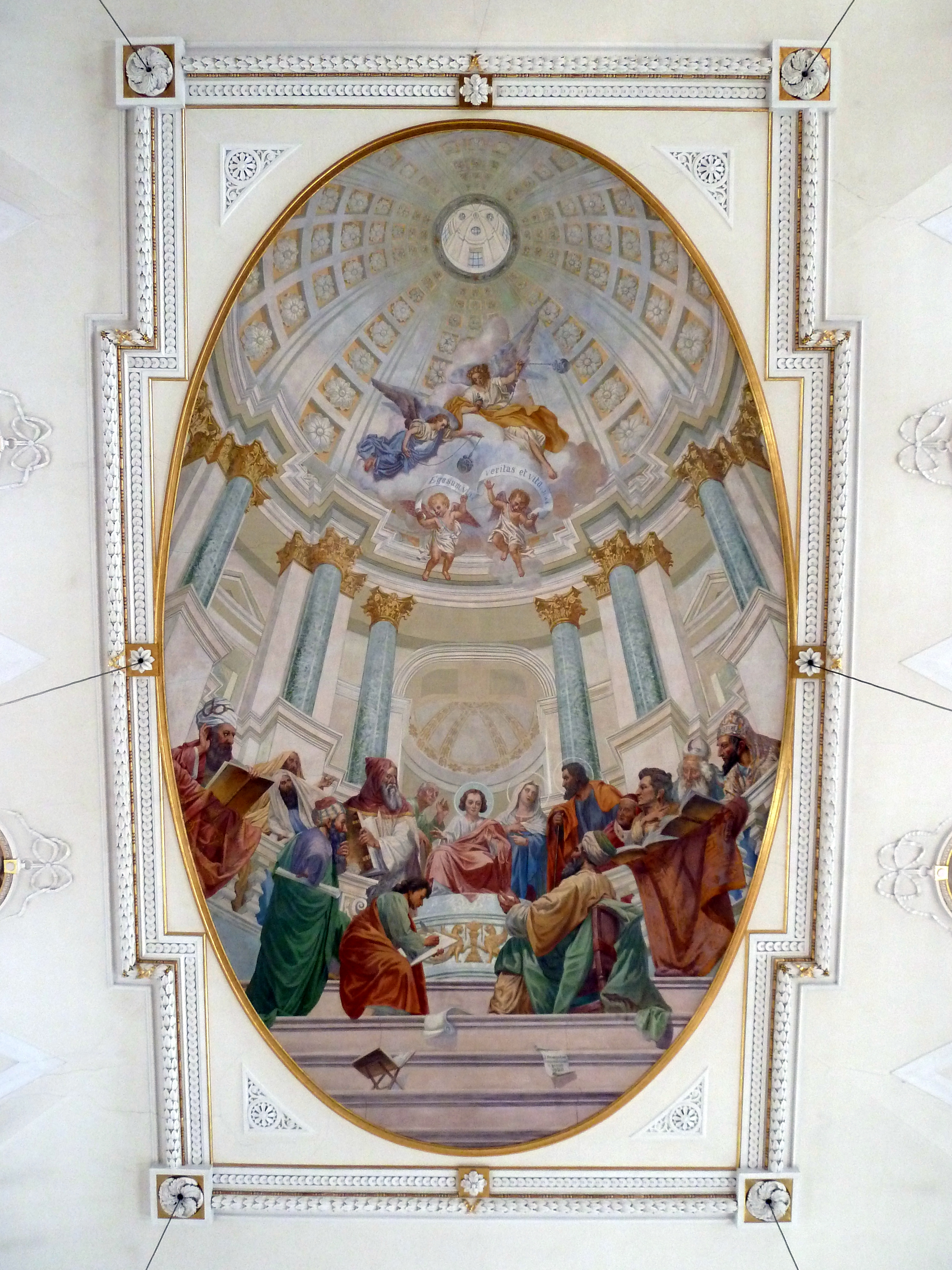
Zwölfjähriger Jesus im Tempel, Deckenfresko
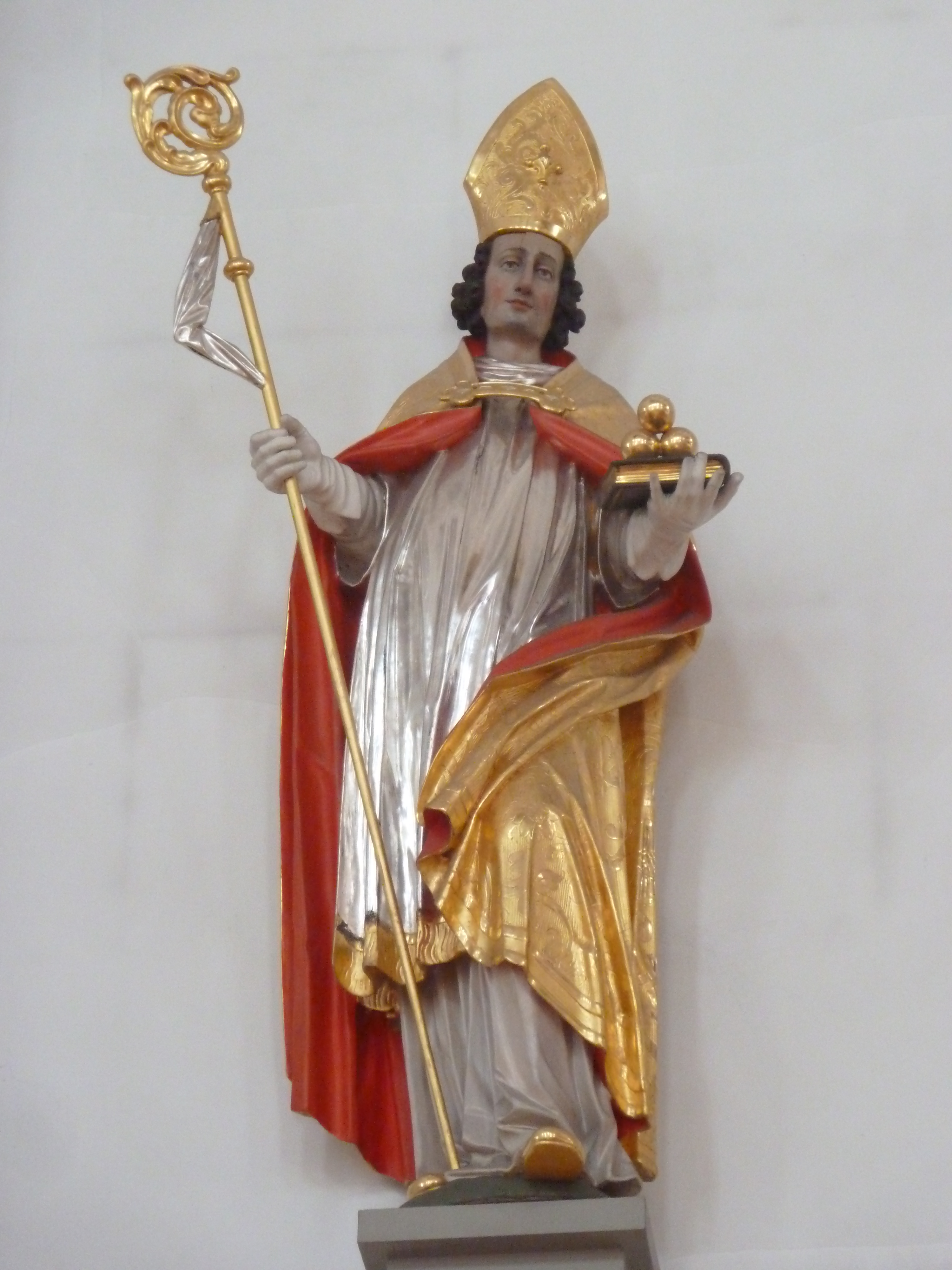
Hl.-Nikolaus-Statue
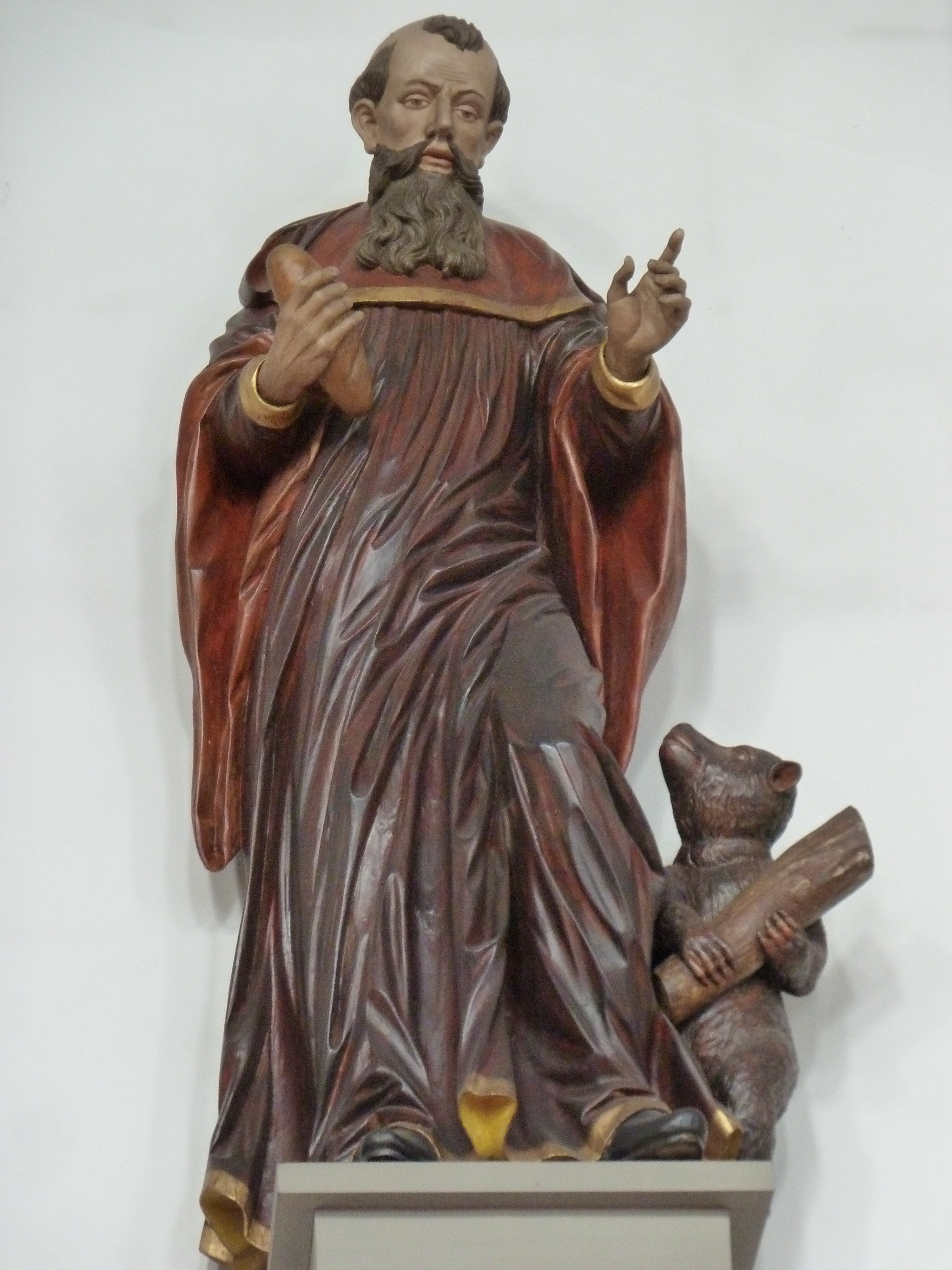
Hl.-Gallus-Statue
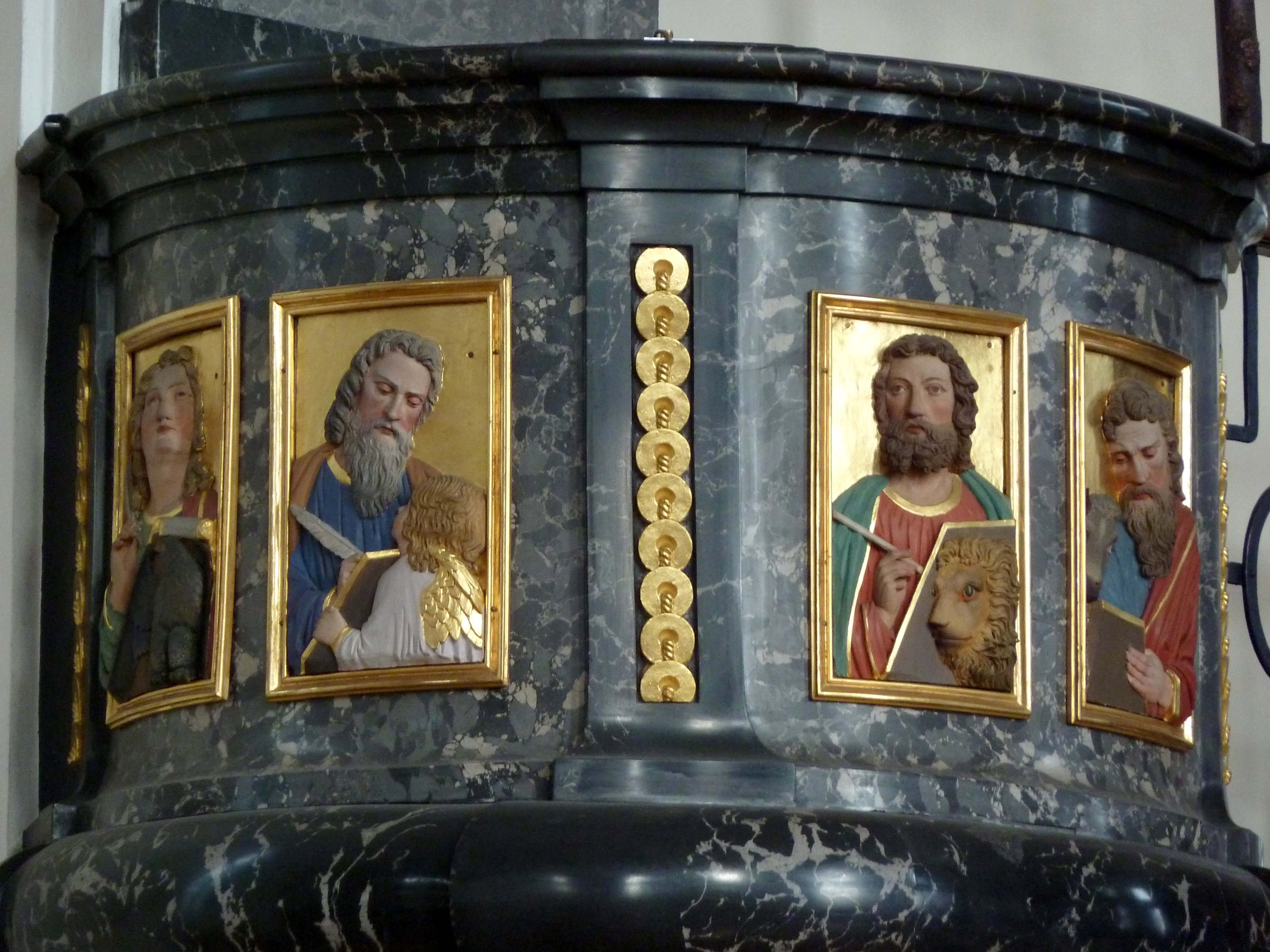
Stuckmarmor-Kanzel mit Evangelistenreliefs

## Nachweise
1. ↑  Website Kirchenmusik St. Nikolaus Altstätten – Die Orgel der Pfarrkirche, Mit Disposition
2. ↑  Radio SRF:  Glocken der Heimat – Altstätten, St. Nikolaus

Koordinaten: 47° 22′ 40″ N, 9° 32′ 28,8″ O; CH1903: 758779 / 249566